# Luis Santamaría Ruiz
Luis Santamaría Ruiz (n. Albuixech, Valencia, España, 24 de abril de 1969) es un político y funcionario español.

## Biografía
Nacido en el municipio valenciano de Albuixech, el día 24 de abril de 1969. Es licenciado en Ciencias políticas y Sociología por la Universidad Complutense de Madrid. Tras finalizar sus estudios superiores, comenzó como funcionario del Cuerpo Superior de Administradores Civiles del Estado.
Durante todos estos años atrás ha ocupado diversos cargos de responsabilidad, como el de director general de Fomento de la Economía Social y del Fondo Social Europeo en el Ministerio de Empleo y Seguridad Social; director general de Modernización en la Consejería de Justicia y Administraciones públicas de la Generalidad Valenciana y también fue subdelegado del Gobierno en la provincia de Valencia, cuyos dos últimos cargos estaban integrados dentro del equipo de Paula Sánchez de León (que era consejera de Justicia y Delegada del Gobierno en la comunidad).
En el mundo de la política pertenece al Partido Popular (PP). En el mes de junio de 2014, el entonces presidente autonómico Alberto Fabra lo nombró como nuevo consejero de Gobernación y Justicia, en sucesión de Serafín Castellano que pasó a ser el siguiente delegado.
Tras las elecciones a las Cortes Valencianas de 2015 tuvo que ser reemplazado en su cargo de consejero por Gabriela Bravo, debido a la entrada del nuevo gobierno autonómico formado en coalición por Ximo Puig (PSPV-PSOE) como presidente y por Mónica Oltra (Coalició Compromís) como vicepresidenta. En estas elecciones al haberse presentado en las listas populares por la circunscripción electoral de Valencia, finalmente logró un escaño.
Como diputado autonómico perteneció a las Comisiones parlamentarias de Justicia, Gobernación y Administración Local, de Radiotelevisión Valenciana y Espacio Audiovisual, de Reglamento, a la Comisión especial de estudio respecto a la posibilidad de hacer una amplia reforma del Estatuto de Autonomía de la Comunidad Valenciana, de estudio sobre la posibilidad de una nueva ley de coordinación para los policías locales valencianos y también perteneció a la Subcomisión de Justicia, Gobernación y Administración local.
En las Elecciones generales de España de abril de 2019, fue elegido por el PP para ir en los primeros puestos de salida de la formación popular en la circunscripción de Valencia. Santamaría fue elegido diputado tanto en abril como en noviembre, formando parte del Grupo Parlamentario Popular desde mayo de 2019.